# Madras; sonate voor piano
Madras; Sonate voor piano van Alan Hovhaness is een compositie voor piano. Het werk is geschreven in opdracht van de Academie voor Muziek in Madras, tegenwoordig Chennai geheten. Er was een muziekfestival en Hovhaness mocht als eerste "westerse" componist (hij heeft een Armeense achtergrond) een avondvullend programma indienen en spelen. De muziek klinkt niet Brits of Indisch, maar meer uit het Midden-Oosten (halverwege). De kortdurende pianosonate bestaat uit drie delen:
- Andante
- Allegretto
- Prelude en fuga

waarbij het derde deel net zo lang duurt als de eerste twee tezamen.
Deel 1 bevat een melodie boven percussieachtige slag in de linkerhand. Deel 2 is in de echte sonatevorm ABA. A bestaat uit een melodie die zo weggerukt lijkt uit de middeleeuwse motetten. B is een Jhala (veel herhalende tonen); A keert terug. Deel 3 is zoals de titel aangeeft.
De eerste uitvoering van het herbewerkte stuk uit 1946 vond plaats op 1 januari 1960 in een programma dat geheel aan de componist gewijd was. Op het programma stond toen een werk voor piano en orkest, dat later de titel Symfonie nr. 8 meekreeg.

## Discografie
- Uitgave Koch International: Marvin Rosen, piano